# Guido Aristarco
Guido Aristarco (Fossacesia, 7 ottobre 1918 – Roma, 11 settembre 1996) è stato un critico cinematografico e sceneggiatore italiano.

## Biografia
Aristarco è stato il fondatore della critica cinematografica materialista in Italia; dopo avere collaborato, negli ultimi anni del ventennio fascista, giovanissimo, con i quotidiani di Mantova e Ferrara, nel dopoguerra entra nella redazione di Cinema. Nel 1946 firma con Carlo Lizzani, Giuseppe De Santis la sceneggiatura de Il sole sorge ancora, diretto da Aldo Vergano, premiato alla Mostra del Cinema di Venezia. Il suo pensiero fu sì influenzato da Lukács e da Gramsci, ma egli fu anche un profondo conoscitore dell'opera di Jacobson e Benjamin. Il regista Luchino Visconti, come lo stesso Aristarco amava spesso ricordare, lo definiva "il più viscontiano dei critici". 
Nel 1952 fonda la rivista Cinema Nuovo che dirigerà sino alla sua morte. 
Nel 1953 la pubblicazione, sul quarto numero della rivista, di un soggetto cinematografico sull'occupazione italiana in Grecia (L'armata s'agapò), scritto da Renzo Renzi, costò ad entrambi una denuncia per vilipendio delle forze armate, e la detenzione, in attesa di giudizio, per una trentina di giorni nel carcere militare di Peschiera. Il processo, si concluse con la condanna, rispettivamente, a sei e sette mesi di reclusione. Su quel processo il regista Pino Passalacqua realizzerà oltre trent'anni dopo un film storico intitolato L'armata s'agapò.
Negli anni '60 è critico cinematografico del quotidiano La Stampa, ma nel 1967 vince, insieme a Luigi Chiarini, il primo concorso a cattedra in "Storia e Critica del Cinema", e nel 1970 si trasferisce all'Università di Torino, dove sarà per molti anni Direttore del "Dipartimento di Storia del Cinema e dello spettacolo" presso la Facoltà di Magistero. Nel 1987 diventa Socio Corrispondente dell'Accademia dei Lincei.
Dalla seconda metà degli anni settanta, per circa vent'anni, insieme al collega Ugo Casiraghi collabora con il periodico degli Italiani della Jugoslavia (poi di Croazia e Slovenia), "Panorama".
Successivamente fu chiamato da Giulio Carlo Argan a ricoprire la Cattedra di "Storia e Critica del Cinema" presso la Facoltà di Lettere e Filosofia dell'Università "La Sapienza" di Roma. Nel 1989 lascia la cattedra per raggiunti limiti di età. 
Gli incontri con grandi tecnici, artisti e teorici dello spettacolo, fra cui Cesare Zavattini, Giuliano Montaldo, il fotografo Franco Fontana a Torino, e, dal momento in cui si trasferisce alla Sapienza, praticamente tutto il mondo del cinema e del teatro d'impegno italiano, hanno galvanizzato centinaia di studenti e collaboratori, spaziando tra tutte le forme della "comunicazione", comprese la sempre più invadente televisione, e la sua appendice commerciale, la pubblicità. Aristarco aveva la capacità peculiare di far comprendere tutti i diversi linguaggi "artistici", sotto il segno di un'unica semantica. Fu inoltre studioso sempre interessato alle nuove tecnologie, e previde con decenni di anticipo l'attuale mercato dei mass-media, il superamento dei supporti classici di registrazione da parte del digitale, la videoarte. 
Guido Aristarco morì nel settembre del 1996, appena dato alle stampe il suo ultimo libro: Il cinema fascista. Il prima e il dopo. È sepolto nel cimitero di Formello, vicino a Roma. 

### Vita privata
Alcuni dei libri di Aristarco sono stati curati insieme alla moglie Teresa Giorgi-Piccioli, sua prima e preziosissima collaboratrice. I tre figli, Tiziana, Sabina e Roberto, sono tutti e tre impegnati nel mondo dello spettacolo e dell'informazione. Roberto è stato aiuto regista nel corso degli anni ottanta, Sabina è segretaria di edizione, Tiziana è regista televisiva.

## Opere pubblicate
- L'arte del film: antologia storico-critica - Bompiani, Milano (1950)
- Storia delle teoriche del film - Einaudi, Torino (1951)
- Dall'Arcadia a Peschiera: Il processo s'agapò - Laterza, Bari, (con Renzo Renzi e Piero Calamandrei (1954)
- Cinema italiano 1960: romanzo e antiromanzo - Il Saggiatore, Milano (1961)
- Il dissolvimento della ragione: discorso sul cinema - Feltrinelli, Milano (1965)
- Antologia di Cinema Nuovo: 1952-1958: dalla critica cinematografica alla dialettica culturale - Guaraldi, Firenze (1975)
- Sotto il segno dello scorpione. Il cinema dei fratelli Taviani - Casa editrice G. D'Anna, Messina-Firenze (1978)
- Marx, il cinema e la critica del film - Feltrinelli, Milano (1979)
- Neorealismo e nuova critica cinematografica - Nuova Guaraldi, Firenze (1980)
- Sciolti dal giuramento - Dedalo, Bari (1981)
- Il mito dell'attore - Dedalo, Bari (1983)
- L'utopia cinematografica - Sellerio editore, Palermo (1984)
- Il nuovo mondo dell'immagine elettronica (con Teresa Aristarco) - Dedalo, Bari (1985)
- Su Visconti - La zattera di Babele, Roma (1986)
- Su Antonioni - La zattera di Babele, Roma (1988)
- I sussurri e le grida - Sellerio editore, Palermo (1988)
- Il cinema. Verso il centenario (con Teresa Aristarco) - Dedalo, Bari (1992)
- Il cinema fascista. Il prima e il dopo - Dedalo, Bari (1996)

## Sceneggiature
- Il sole sorge ancora, regia di Aldo Vergano (1946)